# Arteră mezenterică inferioară
Artera mezenterică inferioară este a treia ramură principală a aortei abdominale și apare la nivelul L3, alimentând intestinul gros de la colonul transvers distal până la partea superioară a canalului anal. Regiunile vascularizate de artera mezenterică inferioară sunt colonul descendent, colonul sigmoid și o parte a rectului.
Aproximativ, teritoriul său de distribuție se suprapune (formează un bazin hidrografic) cu artera colică mijlocie și, prin urmare, artera mezenterică superioară. Artera mezenterică superioară și artera mezenterică inferioară se anastomozează prin artera marginală a colonului (artera lui Drummond) și prin arcada Riolan (numită și „artera meandră”, o conexiune arterială între artera colică stângă și artera colică mijlocie). Teritoriul de distribuție al arterei mezenterice inferioare este mai mult sau mai puțin echivalent cu intestinul posterior embrionar.

## Ramificare
Artera mezenterică inferioară se ramifică de pe suprafața anterioară a aortei abdominale sub punctele ramificației arterei renale, la 3-4 cm deasupra bifurcației aortice (în arterele iliace comune) la nivelul vertebral L3.
De-a lungul cursului său, artera mezenterică inferioară are următoarele ramuri:
| Ramură                    | note |
| arteră colică stângă      | aprovizionează colon descendent |
| artere sigmoide           | cea mai superioară fiind descrisă ca „artera sigmoidă superioară”                                                                  |
| arteră rectală superioară | efectiv ramura terminală a arterei mezenterice inferioare (continuarea arterei mezenterice inferioare după toate celelalte ramuri) |

Toate aceste ramuri arteriale se împart în continuare în arcade care apoi alimentează colonul la intervale regulate.

## Vene asociate
Artera mezenterică inferioară este însoțită de-a lungul cursului său de o venă denumită în mod similar, vena mezenterică inferioară, care se drenează în vena splenică.
Prin urmare, vena mezenterică inferioară se varsă spre vena portă și nu are traseul pe deplin artera mezenterică inferioară.

## Chirurgie și patologie
Artera mezenterică inferioară și / sau ramurile sale trebuie rezecate pentru o hemicolectomie stângă.
Un rinichi potcoavă, o anomalie obișnuită (1 din 500) a rinichilor, va fi poziționat sub artera mezenterică inferioară.

## Imagini suplimentare

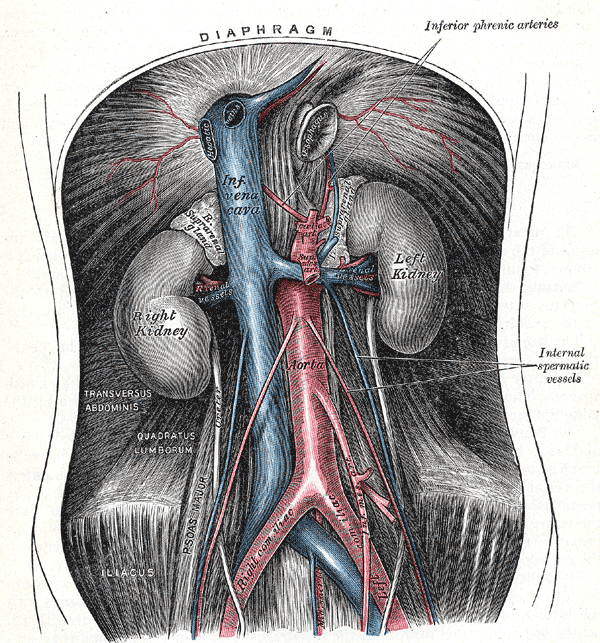
Aorta abdominală și ramurile sale.
Artera mezenterică inferioară și ramurile sale.
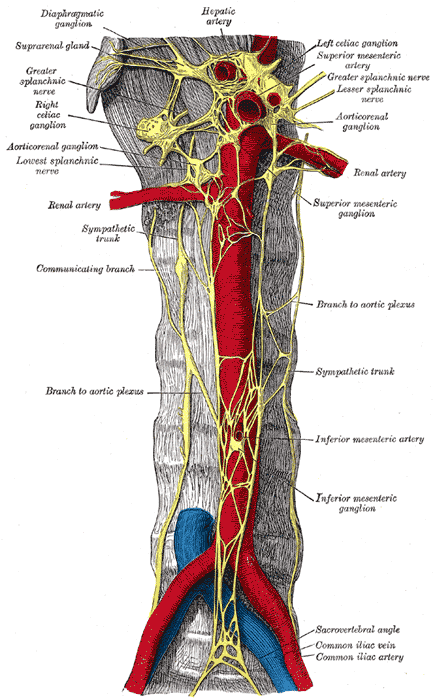
Porțiune abdominală a trunchiului simpatic, cu plexul celiac și plexul hipogastric.
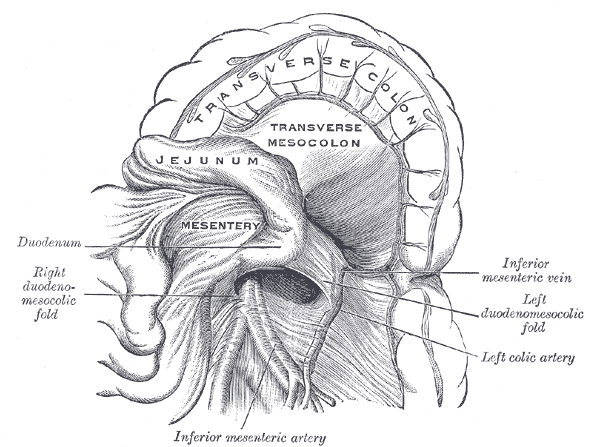
Fosa duodenojejunală.
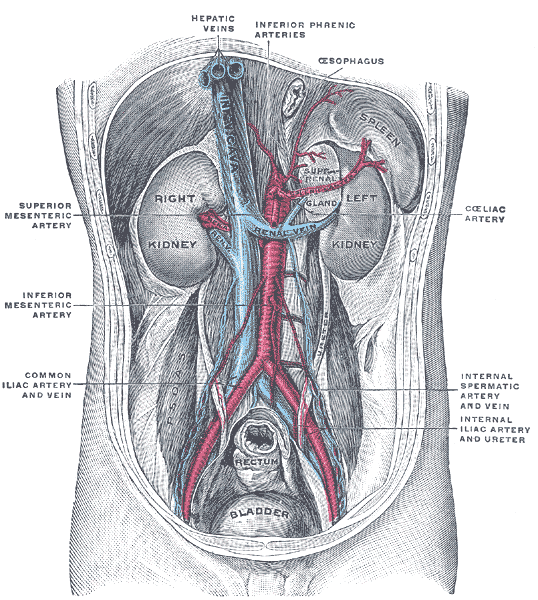
Peretele abdominal posterior, după îndepărtarea peritoneului, cu rinichi, capsule suprarenale și vase mari.
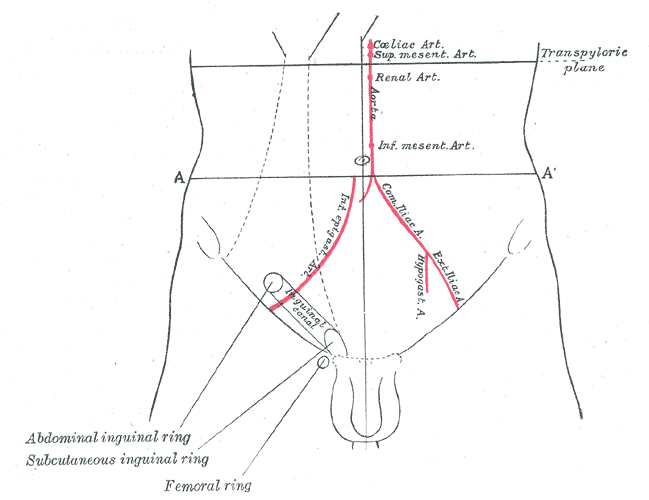
Partea din față a abdomenului, cu marcaje de suprafață pentru artere și canalul inghinal.
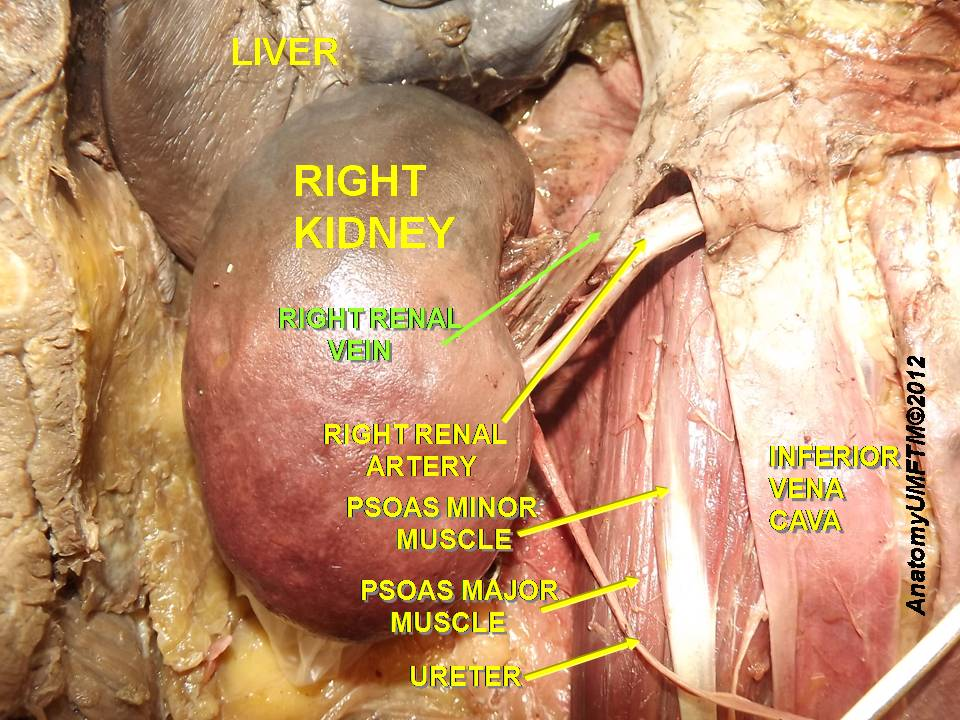
Artera mezenterică inferioară
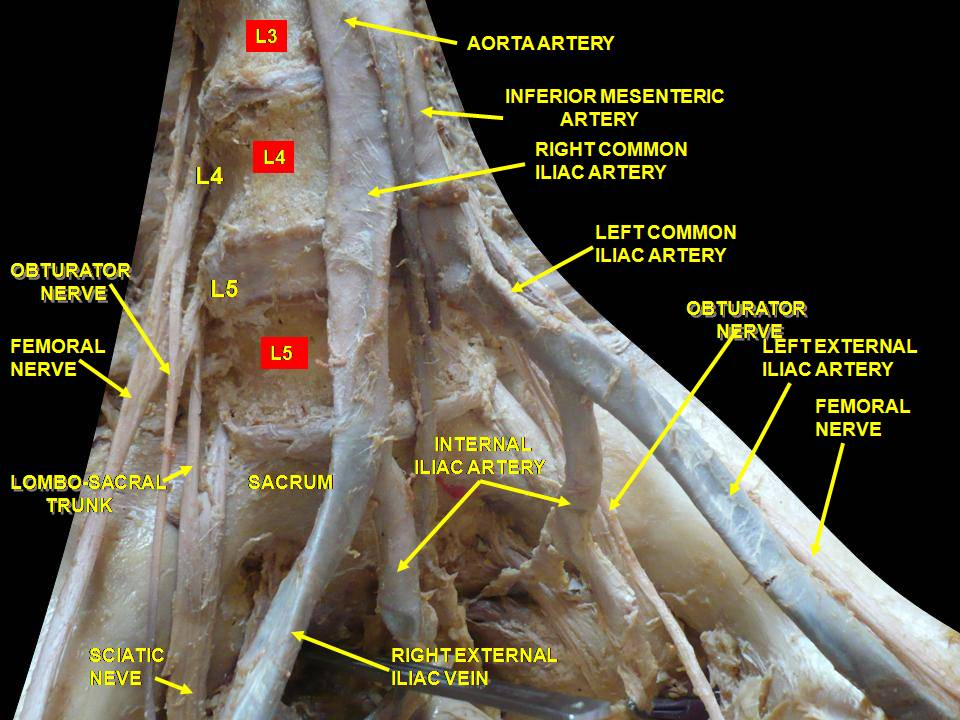
Plexul lombar și sacral. Disecție profundă. Vedere anterioară.
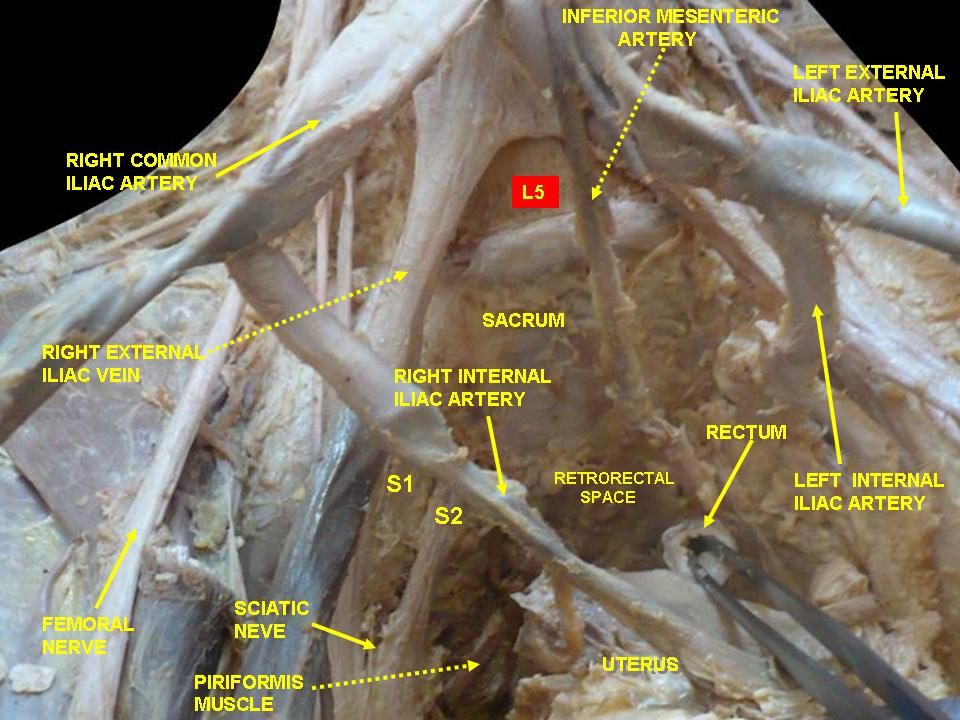
Plexul lombar și sacral. Disecție profundă. Vedere anterioară.
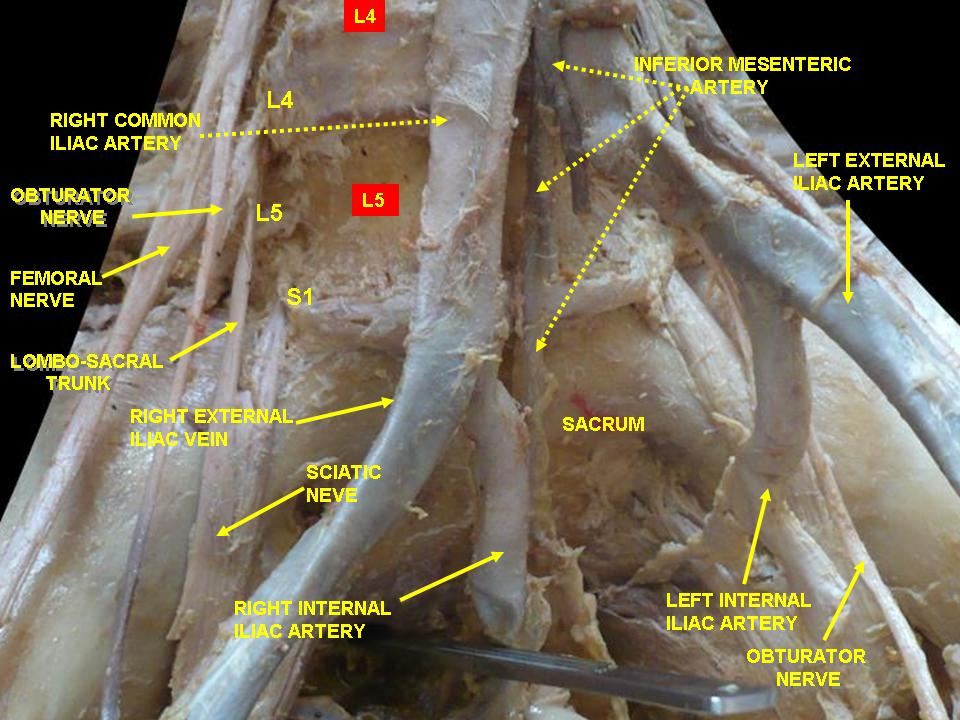
Plexul lombar și sacral. Disecție profundă. Vedere anterioară.